# Senegal i olympiska sommarspelen 2020
Senegal deltog med en trupp på nio idrottare vid de olympiska sommarspelen 2020 i Tokyo som hölls mellan den 23 juli och 8 augusti 2021 efter att ha blivit framflyttad ett år på grund av coronaviruspandemin. Det var 15:e sommar-OS som Senegal deltog vid. Ingen av landets deltagare erövrade någon medalj.

## Bordtennis
| Spelare       | Gren       | Inledande omgång     | Omgång 1             | Omgång 2             | Omgång 3             | Åttondelsfinal       | Kvartsfinal          | Semifinal            | Final / BM           | Final / BM       |
| Spelare       | Gren       | Motståndare Resultat | Motståndare Resultat | Motståndare Resultat | Motståndare Resultat | Motståndare Resultat | Motståndare Resultat | Motståndare Resultat | Motståndare Resultat | Placering        |
| ------------- | ---------- | -------------------- | -------------------- | -------------------- | -------------------- | -------------------- | -------------------- | -------------------- | -------------------- | ---------------- |
| Ibrahima Diaw | Herrsingel | bye                  | Chew (SGP) L 2–4     | Gick inte vidare     | Gick inte vidare     | Gick inte vidare     | Gick inte vidare     | Gick inte vidare     | Gick inte vidare     | Gick inte vidare |

## Brottning
Herrarnas fristil
| Brottare     | Gren   | Åttondelsfinal       | Kvartsfinal          | Semifinal            | Återkval               | Final / BM           | Final / BM |
| Brottare     | Gren   | Motståndare Resultat | Motståndare Resultat | Motståndare Resultat | Motståndare Resultat   | Motståndare Resultat | Placering  |
| ------------ | ------ | -------------------- | -------------------- | -------------------- | ---------------------- | -------------------- | ---------- |
| Adama Diatta | −65 kg | Aliyev (AZE) L 0–3   | Gick inte vidare     | Gick inte vidare     | Niyazbekov (KAZ) L 0–4 | Gick inte vidare     | 16         |

## Friidrott
Förkortningar
- Notera– Placeringar avser endast det specifika heatet.
- Q = Tog sig vidare till nästa omgång
- q = Tog sig vidare till nästa omgång som den snabbaste förloraren eller, i teknikgrenarna, genom placering utan att nå kvalgränsen
- i.u. = Omgången fanns inte i grenen
- Bye = Idrottaren behövde inte tävla i omgången

Gång- och löpgrenar
| Idrottare            | Gren                 | Heat       | Heat      | Semifinal        | Semifinal        | Final            | Final            |
| Idrottare            | Gren                 | Resultat   | Placering | Resultat         | Placering        | Resultat         | Placering        |
| -------------------- | -------------------- | ---------- | --------- | ---------------- | ---------------- | ---------------- | ---------------- |
| Louis François Mendy | Herrarnas 110 m häck | 13,84 0SB0 | 7         | Gick inte vidare | Gick inte vidare | Gick inte vidare | Gick inte vidare |

## Fäktning
| Idrottare           | Gren           | 32-delsfinal      | Sextondelsfinal    | Åttondelsfinal    | Kvartsfinal       | Semifinal         | Final / BM        | Final / BM       |
| Idrottare           | Gren           | Motståndare Poäng | Motståndare Poäng  | Motståndare Poäng | Motståndare Poäng | Motståndare Poäng | Motståndare Poäng | Placering        |
| ------------------- | -------------- | ----------------- | ------------------ | ----------------- | ----------------- | ----------------- | ----------------- | ---------------- |
| Ndèye Binta Diongue | Damernas värja | bye               | Lin S (CHN) L 6–15 | Gick inte vidare  | Gick inte vidare  | Gick inte vidare  | Gick inte vidare  | Gick inte vidare |

## Judo
| Idrottare       | Gren                         | Sextondelsfinal      | Åttondelsfinal        | Kvartsfinal          | Semifinal            | Återkval             | Final / BM           | Final / BM       |
| Idrottare       | Gren                         | Motståndare Resultat | Motståndare Resultat  | Motståndare Resultat | Motståndare Resultat | Motståndare Resultat | Motståndare Resultat | Placering        |
| --------------- | ---------------------------- | -------------------- | --------------------- | -------------------- | -------------------- | -------------------- | -------------------- | ---------------- |
| Mbagnick Ndiaye | Herrarnas tungvikt (+100 kg) | bye                  | Bashaev (ROC) L 00–10 | Gick inte vidare     | Gick inte vidare     | Gick inte vidare     | Gick inte vidare     | Gick inte vidare |

## Kanotsport

### Slalom
| Kanotist            | Gren          | Heat   | Heat      | Heat   | Heat      | Heat   | Heat      | Semifinal        | Semifinal        | Final            | Final            |
| Kanotist            | Gren          | Åk 1   | Placering | Åk 2   | Placering | Bästa  | Placering | Tid              | Placering        | Tid              | Placering        |
| ------------------- | ------------- | ------ | --------- | ------ | --------- | ------ | --------- | ---------------- | ---------------- | ---------------- | ---------------- |
| Jean-Pierre Bourhis | Herrarnas C-1 | 111,16 | 14        | 110,93 | 16        | 110,93 | 17        | Gick inte vidare | Gick inte vidare | Gick inte vidare | Gick inte vidare |

## Simning
| Simmare         | Gren                      | Heat  | Heat      | Semifinal        | Semifinal        | Final            | Final            |
| Simmare         | Gren                      | Tid   | Placering | Tid              | Placering        | Tid              | Placering        |
| --------------- | ------------------------- | ----- | --------- | ---------------- | ---------------- | ---------------- | ---------------- |
| Steven Aimable  | Herrarnas 100 m fjärilsim | 53,64 | 49        | Gick inte vidare | Gick inte vidare | Gick inte vidare | Gick inte vidare |
| Jeanne Boutbien | Damernas 100 m frisim     | 59,27 | 46        | Gick inte vidare | Gick inte vidare | Gick inte vidare | Gick inte vidare |

## Skytte
| Idrottare    | Gren           | Kval  | Kval      | Final            | Final            |
| Idrottare    | Gren           | Poäng | Placering | Poäng            | Placering        |
| ------------ | -------------- | ----- | --------- | ---------------- | ---------------- |
| Chiara Costa | Damernas skeet | 108   | 28        | Gick inte vidare | Gick inte vidare |